# USAKA US Army Kwajalein Atoll
USAKA US Army Kwajalein Atoll är ett område i Marshallöarna som USA långtidshyr av Marshallöarna fram till år 2066. Området är en del av RTS Ronald Reagan Ballistic Missile Defense Test Site.   Det ligger i kommunen Kwajalein, i den västra delen av Marshallöarna, 400 km väster om huvudstaden Majuro. USAKA US Army Kwajalein Atoll ligger på ön Kwajalein.